# Comic book
Un comic book és una publicació amb grapa destinada a la publicació de còmics. El format és el d'un quadern petit (uns 17x26 cm) de poques pàgines i amb historietes completes o una part d'una saga més o menys llarga. És el format de publicació més utilitzat pels còmics estatunidencs i per les seues versions en altres països. Per extensió, ha acabat designant també les històries que hi contenen.

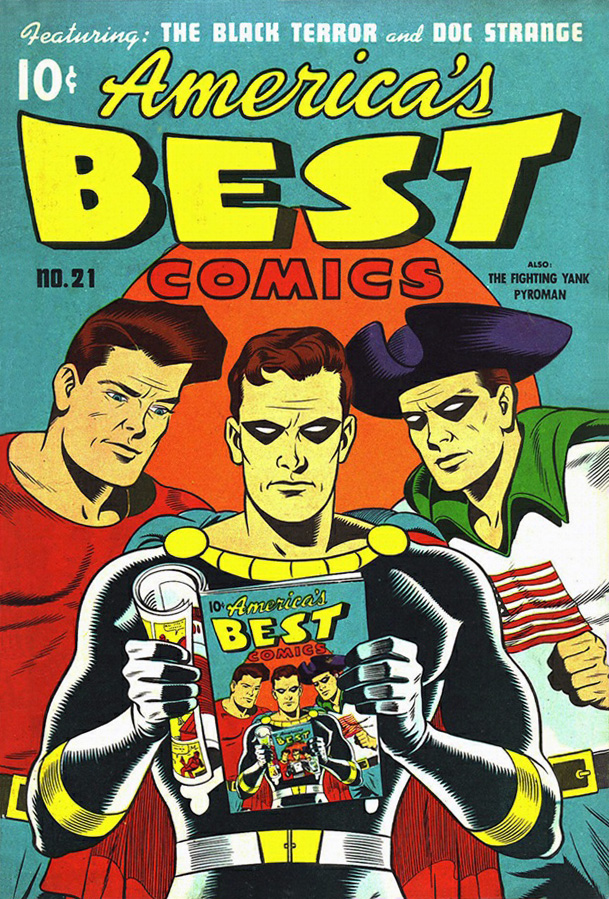
Mostra de comic books

## Característiques
En la seua forma més comuna, un comic book és un quadern o revista de periodicitat mensual, d'uns 17x26 cm. El seu contingut oscil·la entre unes 20 i unes 30 pàgines a color (el més popular és el de 24 pàgines), i la resta són cobertes, publicitat i texts autoreferencials intercalats. Normalment contenen una única història, tot i que, cada vegada amb més freqüència, dividida per lliuraments.
Originàriament s'utilitzava paper barat i una qualitat d'impressió molt baixa, en què la trama de punts que componia els colors era clarament visible, i solien tenir unes 18 pàgines. A partir dels anys 1990 es van generalitzar tipus de paper molt superiors, i la qualitat d'impressió va arribar a ser equivalent a la de qualsevol revista, especialment des de la introducció del color informàtic.
La forma digital per a ser llegit en un computador o semblant es denomina e-comic.

## Història
Inicialment, es tractava de recopilacions de tires de premsa, però l'èxit del format va fer que aviat començaren a publicar-se històries inèdites.
La iniciativa va ser de George Delacorte (1929) amb Famous Funnies. Molts d'ells es regalaven amb la compra de certs productes. Als EUA van aconseguir una gran popularitat com a lectura dels soldats en les dues Guerres Mundials.
Originàriament, cada exemplar solia incloure un cert nombre d'històries de diversos personatges, però la longitud habitual de la històries va anar creixent progressivament fins que, als anys 1960, la majoria d'ells incloïen una única història autoconclusiva.
En la dècada dels 1980 va començar a ser habitual que les històries es prolongaren a través de diversos números de la mateixa col·lecció. També van començar a aparèixer formats alternatius al comic book, com el format prestigi i la novel·la gràfica.
A l'Estat espanyol van aparèixer més tard, el primer que es coneix és del 1936. Fins als anys setanta, el format més habitual era l'apaïsat en blanc i negre, però el format vertical en color va acabar imposant-se. Actualment, la majoria dels còmics publicats a Espanya utilitzen aquest format en la seua primera edició, i després, ben sovint, es recopilen en format llibre.